# Урманче, Баки Идрисович
Баки́ Идри́сович Урманче́ (тат. Бакый Идрис улы Урманче; 23 февраля 1897, Черки-Гришино, Черки-Кильдуразовская волость, Тетюшский уезд, Казанская губерния, Российская империя — 6 августа 1990, Казань) — советский татарский живописец, скульптор, график, фотограф. Народный художник РСФСР (1982), народный художник ТАССР, заслуженный художник Казахской ССР. Лауреат Республиканской премии имени Габдуллы Тукая (1967).

## Биография
Родился 23 февраля 1897 года в деревне Куль-Черкен (Черки-Гришино) Тетюшского уезда Казанской губернии (ныне Буинский район Татарстана) в татарской семье имама Идриса Урманче и вышивальщицы Махджубы Урманче. На момент рождения стал четвёртым ребёнком в семье и первым сыном (всего в семье Урманче было шесть дочерей и два сына).
Семейная обстановка сказалась на становлении маленького Урманче как художника, так как вышивание, ткачество, народные промыслы, рисование узоров были частью жизни семьи. Его дед зарабатывал на жизнь тем, что работал красителем.
В десять лет Баки приезжает в Казань, чтобы научиться хорошо рисовать, но в медресе рисованию не учили, а двери художественной школы для татар в то время были практически закрыты. Баки Урманче много ездил по стране и примерил на себя множество профессий — был шахтёром Донбасса, учителем на Тамбовщине, рабочим Надеждинских заводов на Урале, во время первой мировой войны служил в Средней Азии.

### Художник
В 1918 году получил первые уроки рисования, работая школьным инспектором в Глазове, он посещал местную художественную студию.
Стал первым татарским художником, который получил высшее профессиональное образование, он окончил казанские художественные мастерские (1919 год), а затем ВХУТЕМАС в 1926 году. Окончив институт, возвращается в Казань. Становится завучем и преподавателем Художественной школы, затем — её руководителем. Пишет собственные картины, организует художественно-керамические мастерские, иллюстрирует книги, пишет статьи и читает лекции.
В 1929 году Баки Урманче попадает под первую волну сталинских репрессий и со своим младшим братом отправляется в ссылку в Соловецкий лагерь особого назначения (СЛОН). Вернулся он оттуда один через пять лет.
Из Казани переезжает в Москву, где его принимают в Союз художников СССР, участвует в первой выставке молодых художников России.
В 1937 году становится членом Московского отделения Союза художников.

### СССР
В 1941—1956 годах Баки Урманче работал в Казахстане, где им были созданы: портретная галерея деятелей истории и культуры республики (Дины Нурпеисовой, М. О. Ауэзова, 1941; С. Муканова, С. И. Жандарбековой, К. И. Сатпаева, 1943; М. Габдуллина, 1945; С. Д. Луганского, 1946); исторические полотна «Штаб Амангельды» (1944), «Абай за работой» (1945), «Великий переход Джангильдина» (1948); многочисленные пейзажи Алма-Аты, Балхаша, Гурьева; скульптурные работы — бюст П. М. Виноградова (1957), проекты памятников Абаю (1944), ибн-Сине (1956); монументально-декоративные — барельефы, фигуры («Забойщик», «Матрос»), композиция «Мир» (1954, Дворец культуры, город Балхаш), майоликовое панно и скульптура (1954, Балхашский медеплавильный завод); графические — иллюстрации к роману М. О. Ауэзова «Абай» (1946), к казахским сказкам (1950) и другие.
Работает над оформлением Декады татарского искусства и литературы в Москве (1958 год).
Заложил начало новому факультету скульптуры в Ташкентском художественном институте.

### Возвращение в Казань
В 1957 году Урманче возвращается на родину, в Казань. В Казани он ощущает новую волну вдохновения и создаёт художественные произведения нового качества. Темой его творчества становится создание скульптурных портретов деятелей татарской культуры.
В 1976 году он создает Тукаевский комплекс, посвященный поэту Габдулле Тукаю.
Умер Баки Идрисович Урманче в возрасте 93 лет 6 августа 1990 года. Похоронен на Татарском кладбище в Казани рядом с могилой Тукая.
Уже при жизни Урманче стал классиком татарского изобразительного искусства.

## Память

Памятник Баки Урманче в Казани

В 1997 году, к столетию со дня рождения, в Казани, у здания Союза художников Республики Татарстан, был открыт памятник Баки Урманче.
Имя Баки Урманче носит татарская Гимназия № 2 в Нижнекамске
В 1998 году в Казани был создан Музей Баки Урманче.
Именем Урманче названы улицы в Нижнекамске, Казани, Елабуге и Зеленодольске.
О нём сняты телефильмы «Сагыш» (1968 год), «Баки Урманче» (1987 год), «Радуга над Урманче» (2009 год), «Баки Урманче. Жизнь — это музыка…» (2012 год).

### Премия имени Баки Урманче
В 1998 году Министерством культуры Республики Татарстан учреждена Премия имени Баки Урманче. Премия в области изобразительного искусства и искусствоведения присуждается «за наиболее выдающиеся произведения, внесшие значительный вклад в развитие национальной культуры, а также за исследования в области теории и истории искусств, художественной критики, выставочные проекты и акции».

## Цитаты
Баки Урманче — патриарх нашего изобразительного искусства. Когда нас спрашивают, кто основоположник татарской поэзии и музыки, мы отвечаем: Габдулла Тукай и Салих Сайдаш. Когда нас спрашивают, кто основоположник татарского изобразительного искусства, мы отвечаем: Баки ага Урманче.
— Татарский писатель, ученый-фольклорист и филолог Наки Исанбет

Баки Урманче вошёл в историю татарского изобразительного искусства не только как его основоположник, но и как художник-новатор, определивший его магистральный путь развития… Он совершил настоящий переворот, прежде всего, в скульптуре. Он задал ей национальную направленность, возродив имена многих деятелей татарской культуры, создал образы из национальной истории — Сююмбике, Кул Гали, Марджани, Дэрдменда… Но главное, он одухотворил скульптуру Татарстана и внёс в неё отсутствовавшее прежде национально-философское содержание.
— Доктор искусствоведения Гузель Валеева-Сулейманова